# کوه پاراشکا
کوه پاراشکا (به لاتین: Mount Parashka) یک کوه در اوکراین است که در استان لووف واقع شده‌است. کوه پاراشکا ۱٬۲۶۸٫۵ متر بالاتر از سطح دریا واقع شده‌است.